# Lake Herries
Der Lake Herries ist ein See in der Region Southland auf der Südinsel von Neuseeland.

## Geographie
Der Lake Herries befindet sich im Fiordland National Park, an der Westseite der Kepler Mountains und rund 7,7 km nördlich des North Arm des Lake Manapouri. Der dreiarmige See liegt auf einer Höhe von 710 m und erstreckt sich mit einem Seeumfang von 6,25 km über eine Fläche von rund 1,1 km². Jeder Arm besitzt eine Länge zwischen 780 m und 950 m, wobei die größte Längenausdehnung des Sees über 2,1 km in Südwest-Nordost-Richtung zu finden ist.
Der Lake Herries, der von bis zu 1548 m hohen Berggipfeln umgeben ist, wird von Nordwest bis Südost von verschiedenen Gebirgsbächen gespeist. Sein Abfluss über den Stevens Burn befindet sich an seinem südwestlichen Ende.